# Универсальные десантные корабли типа «Мистраль»
Универсальные десантные корабли типа «Мистра́ль» — серия французских универсальных десантных кораблей-вертолётоносцев (УДК) 1-го ранга — (фр. Mistral).
Две главные задачи вертолётоносца проекта — производить высадку сил и средств десанта и осуществлять управление группой, соединением и объединением кораблей или разнородных сил.
На корабле могут одновременно располагаться: 16 многоцелевых вертолётов класса NHI NH90 или ударных вертолётов класса Eurocopter Tiger; 4 десантные баржи; до 60 БТР, до 70 грузовиков, до 13 основных танков типа Леклерк и 450 солдат (кратковременно до 900 человек). Для вертолётов предусмотрен ангар площадью 1800 м².
Три корабля этого типа, «Мистраль» (фр. Mistral L9013), «Тоннер» (фр. Tonnerre L9014) и «Дисмюд» (фр. Dixmude L9015) состоят на вооружении ВМС Франции.
Контракт на строительство и поставку для ВМФ России двух кораблей типа «Мистраль» был подписан в июне 2011 и расторгнут в мае 2015 года.
В сентябре 2015 Египет договорился с Францией о покупке этих двух «Мистралей». 10 октября был подписан контракт о покупке.

## Конструкция
В некоторых сообщениях прессы о российских «Мистралях» иногда приводятся ТТХ этого проекта, несколько отличающиеся от французского варианта. Например:
- Общая длина корпуса корабля типа «Мистраль»: 199 м.
- Ширина: 32 м.
- Высота борта на уровне полётной палубы: 27 м.
- Осадка: 6,42 м (при водоизмещении 22 600 т).
- Максимальная скорость: 18,8 узла (при осадке 6,42 м и 100 % (2×3,5 МВт) мощности на винторулевых колонках).
- Экипаж: 177 человек.
- Число пассажиров: 481 человек.

По требованию российской стороны был внесён ряд изменений по сравнению с французским проектом:
1. Изменён фактически до ледового класса состав сплавов стали для корпусов кораблей, что позволяет применять их в северных широтах, в том числе, в условиях сложной ледовой обстановки.
2. Увеличена высота корабля, поскольку были переоборудованы внутренние доки корабля для швартовки вертолётов большего размера типа Ка-28 и Ка-52К.
3. Предусмотрены места для установки дополнительного вооружения, в частности, средств ПВО для отражения воздушных налётов, а также скорострельного артиллерийского вооружения и крупнокалиберных автоматических установок для отражения нападений с моря. Усиление вооружения позволит применять УДК в открытом море с меньшим сопровождением надводных кораблей охранения.
4. Немного изменены жилищные условия[5].

Вместо устаревшей французской системы спутниковой связи Syracuse на «Владивостоке» планировалось установить, помимо традиционных для российского ВМФ приёмников и передатчиков КВ и УКВ-связи, изделие Р-794-1, которое входит в состав модернизированной системы спутниковой связи «Центавр». Эта система обеспечивает обмен данными между кораблями и с береговой станцией на скорости 512 кбит/с.
Для первого российского ДВКД этого класса — «Владивостока» — во Франции к октябрю 2014 года должны были быть построены 4 катера CTM NG (Chaland de Transported Materiel de Nouvelle Generation). В отличие от своих предшественников (CTM), катера типа CTM NG имеют длину 27 м и ширину 7 м, а также снабжены двумя рампами для высадки десанта — носовой и кормовой, что даёт им более широкие возможности по маневрированию. Катера типа CTM NG лучше приспособлены к действиям в условиях сильной качки, а их скорость составляет до 20 узлов (в 2 раза больше, чем у CTM).
В 2013 году вице-премьер Дмитрий Рогозин отметил, что в России не производится низкосернистого дизельного топлива для морских дизельных двигателей, установленных на вертолётоносцах типа «Мистраль», поэтому химикам придётся искать специальное решение.

## Вооружение
Штатные десантно-высадочные средства французских ДВКД типа Mistral: 4 десантных катера типа CTM (фр. Chaland de Transport de Materiel; имеют длину 23 м и ширину 6,3 м) или 2 десантных катера-катамарана типа EDAR (Engin de Débarquement Amphibie Rapide).

## Заказ ВМФ России
Статья во Французской википедии: Affaire des Mistral
Впервые о возможности приобретения Россией любых иностранных кораблей для вооружения ВМФ России заявил главнокомандующий ВМФ Владимир Высоцкий в октябре 2008 года на военно-морском салоне Euronaval в Ле-Бурже.
31 июля 2009 года французская газета La Tribune сообщила, что Россия предложила Франции начать переговоры об изготовлении в сотрудничестве с Францией боевых кораблей типа «Мистраль» в количестве четырёх единиц. Первоначально планировалось заключить контракт на производство двух кораблей типа «Мистраль» во Франции, а впоследствии — построить ещё два таких корабля на российских верфях.
Закупка «Мистралей» была призвана дать «транспортное средство» для российской морской пехоты, способное обеспечить долговременное присутствие воинских контингентов в отдалённых районах без баз, обеспечить авиационную поддержку — помимо редко выходящего в море «Адмирала Кузнецова» и его стареющего авиакрыла, и дать флоту полноценные корабли управления.

### Реализация контракта

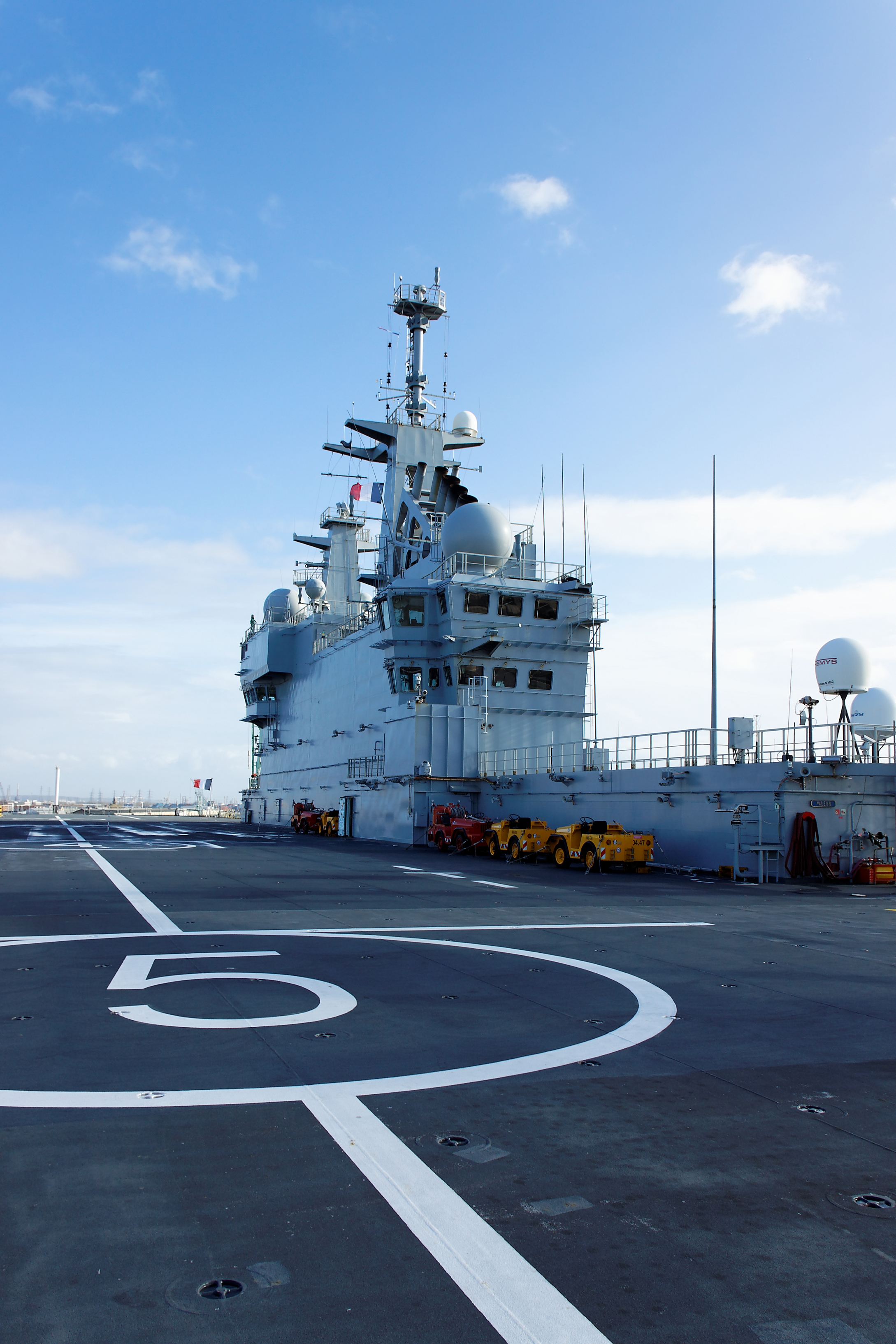
На палубе «Мистраля»

24 декабря 2010 года Россия и Франция объявили о заключении соглашения о строительстве двух вертолётоносцев «Мистраль» для ВМФ России на французской верфи, ещё два корабля такого типа предполагалось построить по лицензии в России. По итогам тендера власти РФ выбрали предложение консорциума, состоящего из французской компании DCNS и российской ОСК.

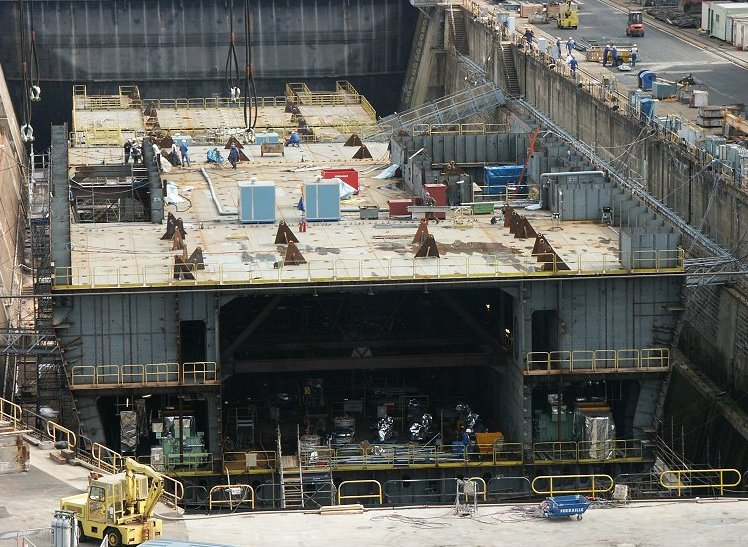
Строительство «Мистраля»

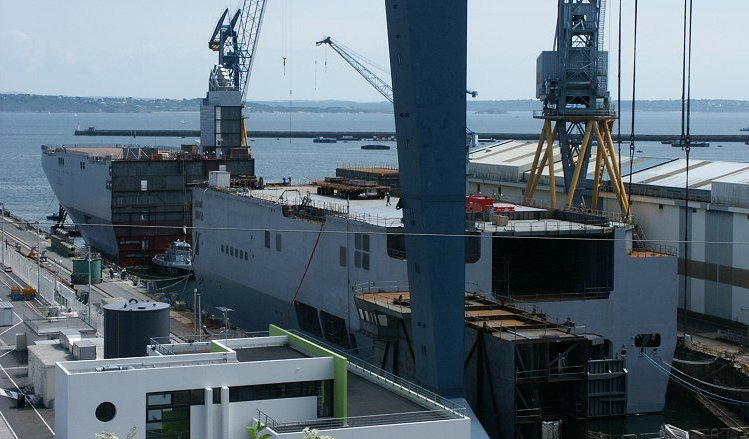
Сборка «Мистраля» в доке

По соглашению первый корабль типа «Мистраль» предполагалось построить в течение 36 месяцев после прохождения первого авансового платежа, второй корабль — в течение 48 месяцев. Российские специалисты приняли участие в работах по строительству первого вертолётоносца класса «Мистраль» на верфи Chantiers de l’Atlantique компании STX France в Сен-Назере во Франции. При заключении контракта по «Мистралям» Франция передала российской стороне все интересовавшие её технологии, в том числе систему SENIT-9 и другие.

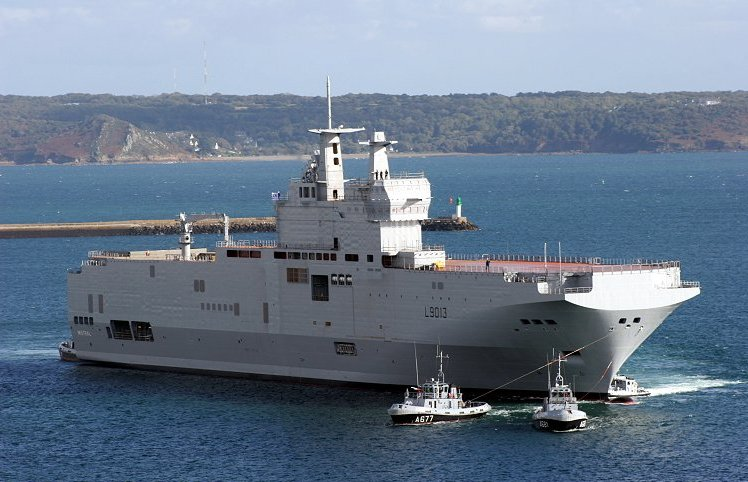
«Мистраль» на выходе из порта

Высота ангара позволяет размещать российские вертолёты Ка-27, Ка-29 и Ка-52К на ангарной палубе, что было подтверждено во время визита УДК «Мистраль» в Санкт-Петербург при выполнении тестовых посадок вертолётов на палубу. Однако проём в районе лифтов имеет недостаточную высоту для Ка-29 и был увеличен. Для использования вертолётоносцев в северных широтах, во льдах, потребовалось усилить борта корабля (однако это не повлекло серьёзных изменений в конструкции и техническом оснащении «Мистраля»). Россия покупала вертолётоносец «Мистраль» со всем навигационным и технологическим оборудованием, включая боевую навигацию, но вооружение и вертолёты на корабле были российскими. Договор подписан Игорем Сечиным и Аленом Жюппе 25 января 2011 года в Сен-Назере. Протокол о намерениях был подписан 10 июня 2011 года в Париже, подписание окончательного контракта произошло в рамках Петербургского международного экономического форума 17 июня 2011 года.

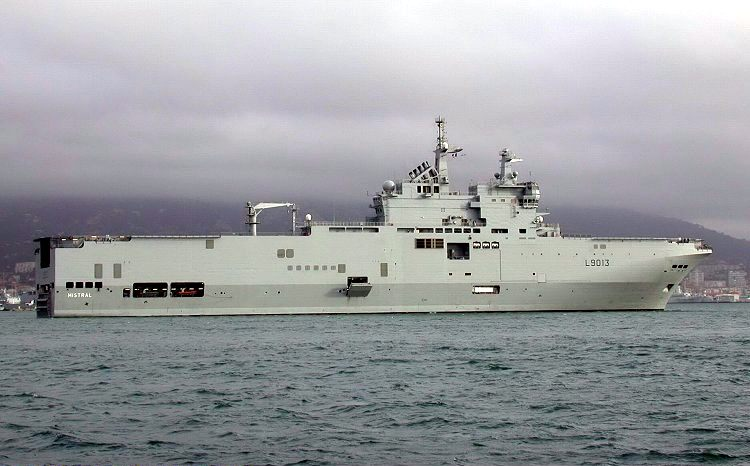
«Мистраль»: вид сбоку

Два десантных вертолётоносных корабля-дока (ДВКД) «Мистраль», построенные на французских верфях для ВМФ России, планировалось передать в состав Тихоокеанского флота. Для этого инфраструктура военных городков и гарнизонов Восточного военного округа была существенно модернизирована, что потребовало выделения значительных средств. Особое внимание планировалось уделить соединениям, дислоцированным на островах Курильской гряды.
20 июня 2011 года глава Рособоронэкспорта Анатолий Исайкин на международном авиасалоне во французском Ле Бурже сообщил о планах по размещению на кораблях типа «Мистраль» ВМФ России многоцелевых боевых вертолётов Ка-52 «Аллигатор». По информации от генерального конструктора ОКБ Камова Сергея Михеева, на российских кораблях типа «Мистраль» предполагалось размещать 16 вертолётов в комбинации 8 единиц Ка-52К (боевых) и 8 единиц Ка-29 (транспортных); эта комбинация могла меняться в зависимости от поставленных задач.
Наименования «Владивосток» и «Севастополь» первым двум кораблям были даны в феврале 2012 года по БПК ВМФ СССР, переклассифицированным в ракетные крейсера проекта 1134. Планировавшиеся в постройке по лицензии в России корабли могли получить названия по российским городам («Кронштадт», «Азов», «Петропавловск») и БПК смежных проектов 1134-А и 1134-Б.
Кормовые части для них изготовлены на Балтийском заводе (Санкт-Петербург); планировалось строительство ещё двух кораблей в России, на том же Балтийском заводе.
Все системы и устройства на борту корабля были русифицированы. На «Мистрали» было установлено российское и французское оборудование управления и связи, совместимость которых должна была обеспечить DCNS. Кроме того, строящийся в Сен-Назере корабль получил российские системы управления огнём.
16 февраля 2012 года главнокомандующий ВМФ Владимир Высоцкий заявил, что французские вертолётоносцы «Мистраль», строящиеся для ВМФ России, получат основное оружие российского производства.
Мы собираемся поставить ракетные комплексы для самообороны, чтобы повысить защищённость средствами ПВО. Применение вертолётной составляющей усилим в плане выполнения противолодочных задач. На «Мистралях», которые строятся для ВМФ России, возможно размещение оружия со специальной боевой частью российской разработки.
По данным DCNS, на «Мистрали» для России предполагалось установить артиллерийские установки АК-630 калибра 30 миллиметров в передней части по правому борту и в задней части корабля по левому борту (в некоторых источниках в качестве ЗАУ указывается АК-306). Зенитные ракетные установки 3М47 «Гибка» размещались спереди по правому борту, сзади — по левому. DCNS подготовило места для установки вооружения, в то время как сами боевые системы планировалось смонтировать уже в России.
В качестве основной обзорной радиолокационной станции системы SENIT на российском «Мистрале» использовался радар Thales MRR-3D NG, работающий в G-диапазоне волн. Аналогичные радары стоят и на трёх вертолётоносцах типа «Мистраль» ВМС Франции.
28 сентября 2012 года стало известно, что французская компания SAGEM получила субконтракт от корпорации DCNS. Согласно условиям контракта, Sagem произвела оптронные поисково-прицельные системы Vampir NG. Инфракрасная поисково-следящая система Vampir NG сверхдальнего действия обеспечивает надводным боевым кораблям пассивное круговое панорамное наблюдение за надводной обстановкой, автоматическое обнаружение, сопровождение и информирование об угрозах различного типа, от противокорабельных ракет с настильной траекторией полёта над водой до атакующих быстроходных кораблей.
Система Vampir NG имеет два режима работы: «океанский» режим для дальнего наблюдения в открытом море и «прибрежный» режим для прибрежных акваторий.
Французская судостроительная компания 5 марта 2014 года начала ходовые испытания построенного по заказу России военного корабля. Первый корабль серии для РФ получил название «Владивосток».
19 февраля 2014 года началось обучение в Санкт-Петербурге экипажа «Владивостока» французскими специалистами. Прибытие российских моряков для обучения управлению и обслуживанию ДВКД во французский порт Сен-Назер было запланировано на 1 июня 2014 года. По сообщению от 6 мая 2014 года, группа российских офицеров прибыла в Сен-Назер за месяц до появления здесь экипажей УДК «Владивосток» и «Севастополь» в составе 400 моряков. Оба экипажа находились во Франции в течение лета и планировали осуществить переход на первом корабле «Владивосток» из Сен-Назера в Кронштадт.
15 сентября 2014 «Владивосток» с российским экипажем вышел в море на ходовые испытания.
В ноябре 2014 сообщалось, что с пришвартованного в порту Сен-Назера «Владивостока» неизвестными было похищено высокотехнологичное оборудование.

### Проблемы с поставкой
В связи с аннексией Крыма Россией союзники Франции (Германия, Великобритания и США) потребовали приостановить передачу кораблей в рамках санкций Евросоюза и США.
3 сентября 2014 года Франция предупредила о возможной приостановке поставки в Россию первого вертолётоносца класса «Мистраль» — «Владивосток». В качестве причины названы действия России в конфликте на востоке Украины. В сообщении администрации президента Франции говорится:

Президент республики пришёл к выводу, что, несмотря на перспективу прекращения огня [на востоке Украины], — которое ещё не утверждено и не действует, — условия, при которых Франция может разрешить поставку первого вертолётоносца, отсутствуют.
Оригинальный текст (англ.)
The president of the republic has concluded that despite the prospect of ceasefire, which has yet to be confirmed and put in place, the conditions under which France could authorise the delivery of the first helicopter carrier are not in place

— Ukraine crisis: France halts warship delivery to Russia
Президент Франции Франсуа Олланд уточнил, что контракт с Россией не разорван: «Каковы условия? Перемирие и политическое урегулирование [на востоке Украины]», — заявил Олланд. По его словам, в случае дальнейших осложнений поставка вертолётоносцев будет отложена, но от контракта французская сторона отказываться не намерена. «Это может произойти в ноябре, но условия должны быть выполнены», — цитирует президента агентство Франс-пресс.
В ответ на письмо американских конгрессменов с предложением выкупить вертолётоносцы было заявлено, что НАТО не может позволить себе выкупить у Франции даже один из «Мистралей», построенных для России. «Всего бюджета организации не хватит не то, что на выкуп кораблей, но даже на то, чтобы компенсировать Франции половину штрафных санкций по этому контракту» — заявил военный источник в Брюсселе.
Намечавшаяся на 14 ноября церемония передачи «Владивостока» не состоялась. Олланд заявил о том, что передача откладывается, и решение о поставке вертолётоносцев типа «Мистраль» России он примет без какого-либо давления извне.
25 ноября Олланд принял решение приостановить до особого распоряжения передачу России первого вертолётоносца из-за ситуации на Украине, а в декабре министром обороны Франции было заявлено, что «если необходимых условий не сложится, мы не поставим России эти корабли никогда».
Российская сторона заявила, что в случае непоставки будет судиться и может требовать неустойку в размере до 3 миллиардов евро.
Во Франции появились опасения, что проходящий обучение экипаж «Владивостока» может завладеть кораблём и угнать его в Россию.
Сообщалось, что Франция ищет нового покупателя для корабля «Севастополь» среди США, Евросоюза, Бразилии и других стран.
18 декабря, ввиду затруднений с передачей корабля, российский экипаж на учебном корабле «Смольный» отбыл из Сен-Назера.
19 декабря Олланд пояснил, что поставки вертолётоносцев приостановлены ввиду отсутствия необходимого прогресса в выполнении Минских договорённостей со стороны Москвы. В ответ заместитель комитета Совфеда по обороне и безопасности Евгений Серебренников заявил, что Москва может полностью прекратить закупки военной техники во всех странах блока НАТО. Он отметил, что такие планы уже объявлены Министерством обороны России. Сенатор предположил, что отказ от зарубежной военной продукции стимулирует российский ОПК.

### Разрыв контракта
- 24 апреля 2015 президент Франции Франсуа Олланд заявил, что готов вернуть России внесённый аванс в связи с намерением Франции разорвать контракт в одностороннем порядке[44]. По сообщению газеты «КоммерсантЪ», Франция предлагает вернуть 785 млн евро после продажи кораблей другим заказчикам. Россия требует возврата 1,15 млрд евро и отказа от дальнейшей продажи кораблей[45].
- 26 мая зампред коллегии военно-промышленного комплекса Олег Бочкарёв сообщил, что Россия и Франция обсуждают только один вопрос — сумму компенсации, которую должна получить Россия за разрыв контракта[46]. Однако его заявление было дезавуировано вышестоящим руководством, Бочкарёву был объявлен выговор[47][48].
- По сообщениям прессы со ссылкой на источники в сфере военно-технического сотрудничества, власти Франции направили в Москву проекты документов о расторжении контракта на строительство «Мистралей»[44].
- 7 июля министр обороны Франции Жан-Ив Ле Дриан заявил в Вашингтоне об окончательном отказе поставить «Мистрали» России. Французские власти готовы выплатить 1,2 миллиарда евро за неисполнение договора[49].
- 5 августа стало известно, что Россия и Франция достигли взаимоприемлемой договорённости о прекращении контракта[50]. По сообщению пресс-службы Кремля, Франция вернула перечисленные Россией деньги, а после возврата поставленного российского оборудования и материалов обретёт право собственности[51]. Однако реэкспорт кораблей будет возможен только по согласованию с российской стороной[52]. При этом штраф за невыполнение контракта не предусмотрен[53].
- 26 августа официальный представитель правительства Франции Стефан Ле Фоль сообщил, что Франция перечислит России средства в связи с прекращением выполнения контракта, и сумма составит меньше одного миллиарда евро[54].
- 27 августа было сообщено о выплате компенсации в размере 949,8 млн € и возвращении установленного на кораблях российского оборудования[55].

### Дальнейшая судьба кораблей
23 сентября 2015 пресс-служба президента Франции сообщила о согласии Египта купить оба вертолётоносца класса «Мистраль», построенные для России.
10 октября был подписан контракт о покупке. УДК «Анвар Садат» и «Гамаль Абдель Насер» (новые названия кораблей) были переданы ВМС Египта в июне 2016 года.
Осенью 2016 года египетская сторона обратилась к России с просьбой продать им 50 вертолётов Ка-52К и Ка-29/31, ранее предназначавшихся для «Мистралей».
С 2017 года Россия ведёт переговоры с Египтом об оборудовании кораблей российскими системами вооружения, средствами радиоэлектронной борьбы и системами связи; также Египет купит у России вертолёты Ка-52К. Общая стоимость контракта более 1 млрд долл.
Египетские военные заявили о своём желании установить на купленные вертолётоносцы типа «Мистраль» российское радиоэлектронное оборудование, в том числе средства РЭБ.

### Версии
По словам генерального секретаря Министерства обороны Франции Луи Готье (фр. Louis Gautier), соглашение о расторжении контракта более выгодно для Франции, чем для России. Штраф за невыполнение контракта не предусмотрен, несмотря на то, что c юридической точки зрения позиция Франции слаба. Также Россия могла потребовать, чтобы возможность реэкспорта была предметом её согласия, но в результате условия соглашения чётко указывают, что на реэкспорт будет распространяться просто обязательство информирования России, а не предварительное разрешение. Луи Готье объясняет это тем, что Россия хочет сохранить Францию в качестве партнёра.
15 октября 2016 года президент Египта Абдель Фаттах ас-Сиси заявил, что вертолётоносцы планируется использовать для охраны удалённых шельфовых месторождений газа. При этом он отметил, что стоимость вертолётоносца типа «Мистраль» равняется месячному доходу такого месторождения как Зохр.
21 октября 2016 года Министр обороны Польши Антони Мачеревич заявил, выступая в Сейме, что Египет продал России вертолётоносцы «Мистраль» за символическую сумму в один доллар. Позже, отвечая на вопросы журналистов о том, откуда поступила такая информация, Мачеревич сослался на «очень хороший источник», а также подчеркнул, что «информация надежна».
Министр обороны Франции Жан-Ив Ле Дриан выразил возмущение: «Мы просто возмущены происшедшим, когда Польша отказалась от намеченной закупки у Франции вертолётов. Это плохие методы действий. И уж тем более недопустимыми являются методы, когда мой польский коллега, выступая в Сейме, утверждает, что универсальные десантные корабли класса „Мистраль“, которые Франция продала Египту, были переданы России за одно символическое евро». Советник посольства Египта в Москве Айман Муса сказал: «Как это можно прокомментировать, если мы знаем, что Египет договаривается с Россией о закупках вооружения для „Мистралей“? Как же Египет, по вашему, может продавать их за один доллар?».
30 августа 2019 депутат Национального собрания Франции Жозе Эврар направил запрос министру обороны Флоранс Парли о том, какие меры могут быть приняты для возобновления торговли военной техникой с Москвой. Он обратил внимание на то что Франция продаёт корабли, самолёты, вертолёты, танки и другие виды вооружений Саудовской Аравии, которая применяет их в продолжающемся с 2015 года военном конфликте с Йеменом, таким образом Париж придерживается двойных стандартов. При этом 27 августа 2019 французский лидер Эммануэль Макрон, выступая на ежегодной конференции французских послов в Елисейском дворце, призвал «перетасовать карты» в отношениях с Россией и подтвердил, что министры обороны и иностранных дел Франции Флоранс Парли и Жан-Ив Ле Дриан 9 сентября 2019 посетят РФ для возобновления диалога «в формате 2+2».

## Происшествия
17 октября 2018 года в 22:29 на борту вертолётоносца «Дисмюд» произошла авария. Корабль следовал в Норвегию для участия в учениях НАТО «Trident Juncture 2018». В 130 километрах от города Дюнкерк, при взлёте потерпел крушение вертолёт NHI NH90 «Кайман». Экипаж выбрался из вертолёта невредимым, но пострадали четверо моряков из палубного экипажа, одного из них госпитализировали в тяжёлом состоянии.